# Elke Barth (Politikerin)

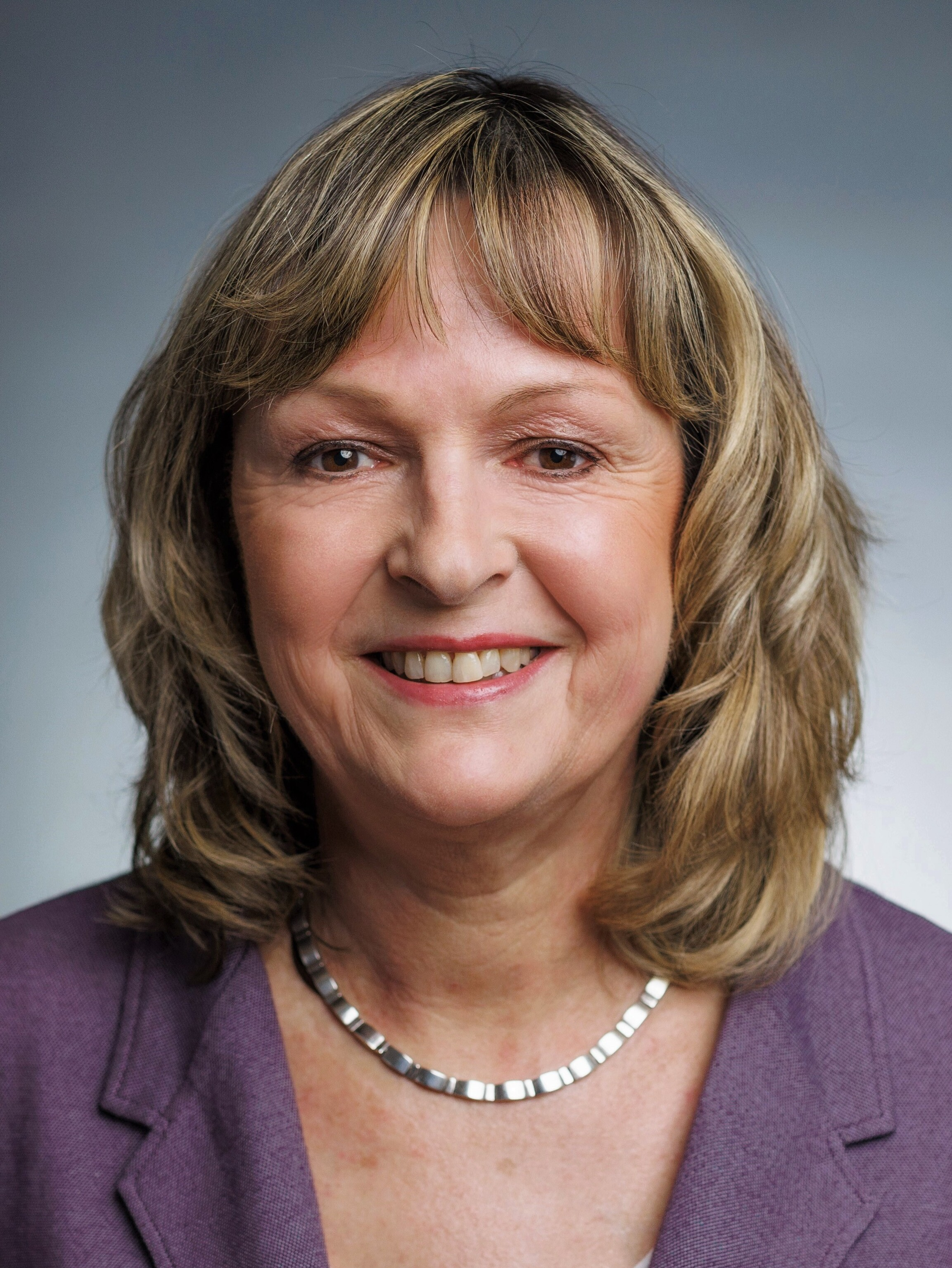
Elke Barth (2022)

Elke Barth (* 1. Juni 1965 in Frankfurt am Main) ist eine deutsche Politikerin (SPD). Sie ist seit 2014 Abgeordnete im Hessischen Landtag.

## Leben
Elke Barth wuchs in Bad Homburg vor der Höhe auf und legte 1984 die Abiturprüfung ab. Sie studierte in Frankfurt am Main Germanistik mit dem Abschluss Magister 1993. Ab 1995 war sie im Marketing und Vertrieb im Bereich Lebensmittel größerer Industrieunternehmen tätig.

## Politik
Barth gehört der Stadtverordnetenversammlung von Bad Homburg seit 2001 an. Bei der Landtagswahl in Hessen 2013 trat sie im Wahlkreis Hochtaunus I an. Hier unterlag sie gegen Holger Bellino. Ihr gelang jedoch der Einzug in den Landtag über einen Listenplatz der Partei. Auch bei der Landtagswahl 2018 unterlag sie Bellino, zog jedoch erneut über die SPD-Landesliste in das Parlament ein. Dies gelang ihr bei der Landtagswahl 2023 erneut. Sie ist Mitglied im Ausschuss für Wirtschaft, Energie, Verkehr und Wohnen.